# Irena Kraus
Anna Irena Kraus, född 25 september 1955 i Kortedala församling, är en svensk dramatiker och dramaturg, som bland annat är verksam vid Dramaten.
Hon utbildade sig till dramatiker och dramaturg på Dramatiska Institutet i Stockholm 1979-1981.
Irena Kraus skrev pjäsen Fjärilsbarn 1994 för Riksteatern, och därefter Ciao Bella och Mamma sökes. 
Hennes pjäs Rigolettos dotter, som är en parafras på Giuseppe Verdis Rigoletto berättad ur Gildas perspektiv, skrevs för Norrbottensteatern, men Riksteatern har även turnerat med den.
Kraus har skrivit  flera pjäser  för Unga Dramaten, såsom I skuggan av Hamlet, Anna Larsson hemliga dagbok,  Den tatuerade mamman och monologen  Stirraren.  Hon har även dramatiserat Vilhelm Mobergs roman Utvandrarna för Dramaten.
En alldeles vanlig familj,  ... det handlar om kärlek och Vid gränsen är radiopjäser, skrivna av Irena Kraus. 
2014 satte Stockholms stadsteater upp hennes "Karl Gerhard - en fantasi om en revykung", med Rikard Wolff i titelrollen. Göteborgs stadsteater satte 2017 upp pjäsen med Tomas von Brömsen i samma roll.